# Powiat rzepiński
Powiat rzepiński – dawny powiat ze stolicą w  Rzepinie i Słubicach, istniejący w latach 1945–1958 (de facto do 1975, po przekształceniu w powiat słubicki) na terenie obecnego powiatu słubickiego i częściowo sulęcińskiego (województwo lubuskie).

## Historia
Przed II wojną światową ziemia rzepińska podlegała pod administrację powiatu zachodniotorzymskiego (Weststernberg) z siedzibą (od 1904) w Rzepinie, a wcześniej w Ośnie Lubuskim. Po zakończeniu wojny, na mocy porozumień pomiędzy zwycięskimi mocarstwami, powiat zachodniotorzymski, miasto Słubice (do 1945 Dammvorstadt, prawobrzeżna część Frankfurtu nad Odrą, miasta na prawach powiatu) oraz niewielki prawobrzeżny skrawek powiatu lubuskiego (Lebus) z Nowym Lubuszem i Pławidłem zostały przyłączone do Polski jako część tzw. Ziem Odzyskanych. 
Zarządzeniem z 22 maja 1945 obszary te połączono w jeden powiat – rzepiński – i przyłączono do województwa poznańskiego. Jednostka figurowała początkowo jako powiat rypiński, od obocznej nazwy Rzepina – Rypin. Jako efekt sporu władz powiat zmieniał kilkakrotnie siedzibę, jednak na skutek zniszczeń Rzepina siedzibą zostały większe, mniej zniszczone i bardziej prestiżowe Słubice.
Powiat liczył początkowo trzy samodzielne miasta: Rzepin, Ośno i Górzyca. W 1945 roku prawa miejskie otrzymała także wysoce zurbanizowana Cybinka oraz jako miasto usamodzielniły się Słubice (do 1945 były częścią Frankfurtu nad Odrą, który prawa miejskie otrzymał już w 1253). W 1946 roku w powiecie było zatem pięć miast, lecz w 1947 roku utraciła je mała Górzyca.
W związku z reformą administracyjną w 1950 roku, powiat rzepiński wszedł w skład nowego województwa zielonogórskiego z dniem 6 lipca 1950 roku. Według podziału administracyjnego z 1 lipca 1952 r. powiat rzepiński składał się z 4 miast, 8 gmin i 65 gromad (wsi):
- miasta: Cybinka, Ośno Lubuskie, Rzepin i Słubice
- gminy: Boczów (10 gromad), Cybinka (10), Gądków Wielki (6), Górzyca (8), Kowalów (8), Ośno (9), Rzepin (6) i Słubice (8).

25 września 1956 do Słubic przeniesiono również Sąd Powiatowy w Rzepinie. Powiat rzepiński istniał do końca 1958 r. Na mocy rozporządzenia Rady Ministrów z 15 grudnia 1958 powiat rzepiński przemianowano na powiat słubicki z dniem 1 stycznia 1959. Powiat słubicki funkcjonował aż do kolejnej reformy administracyjnej w 1975 r.
Współczesny powiat słubicki (o bardzo podobnych granicach do ówczesnego powiatu rzepińskiego) reaktywowano z dniem 1 stycznia 1999.